# 小林千穂 (ラジオパーソナリティ)
小林 千穂（こばやし ちほ、1975年4月3日 - ）は、日本のフリーアナウンサー、ラジオパーソナリティ。

## 来歴
静岡県藤枝市出身。愛知学院大学日進キャンパスに通った後、2007年夏まで名古屋タレントビューローに所属。所属当時は、静岡県と中京圏の双方で活動していた。
名古屋タレントビューローを退所した後も静岡県内での活動を続け、2011年3月31日に担当番組『K-MIX CARAMEL POCKET』を卒業するまで静岡エフエム放送 (K-MIX) のパーソナリティを務めていた。当時K-MIXのパーソナリティであった神谷幸恵、河村由美とともに「トリプルK」を結成し、この3人で2007年1月1日 1:00 - 5:00（日本標準時）に同局で放送された新春特別番組の進行役を務めたこともある。
K-MIXを卒業後、結婚して2児の母になる。現在はSNSの名義を「チホ」とし、自宅でナレーションの仕事をしているという。

## 人物
英語検定2級合格者。
K-MIX時代の趣味は絵を描くこと、刺繍、サーフィン、スポーツ観戦。結婚後の趣味はキャンプ、編み物、旅行。

## 出演

### テレビ番組
- とびっきリスト（東海テレビ） - リポーター
- コケコッコー（名古屋テレビ）

### ラジオ番組
- 朝までいっしょ!ラジオバイキング（AM岐阜ラジオ）
- AGU presents C.K. PRODUCTION（FM AICHI）
- 小林千穂のKEEP ON MOVING（FM AICHI）
- サークルK 100 REQUESTS（FM AICHI）
- 小林千穂のMAGICAL JUNCTION（FM AICHI）
- 岩沢慶明と小林千穂のPOWER COUNTDOWN A100（FM AICHI）
- Paradise Garage（2004年10月 - 2005年3月、Radio 80） - 月曜・火曜パーソナリティ
- K-MIX CARAMEL POCKET（2005年4月 - 2011年3月[2]、K-MIX） - 月曜 - 木曜パーソナリティ

### その他の活動
- ユニモールおしゃれジョッキー

## 備考
2006年11月から2007年3月まで南極観測隊に同行していた同姓同名の日刊スポーツの記者がいるが、同姓同名の縁からか、小林は担当番組『CARAMEL POCKET』でその人物に何度も電話取材をしていた。また、その人物から小林宛に南極の氷が届けられたこともある。